# Muzej afričke umjetnosti, Beograd
Muzej afričke umjetnosti (srpski: Музеј афричке уметности / Muzej afričke umetnosti), smješten u beogradskom naselju Senjaku, najstarija je ustanova u jugoistočnoj Europi posvećena isključivo afričkoj umjetnosti. Osnovan je 1977. godine, u vrijeme snažnog jugoslavenskog angažmana u Pokretu nesvrstanih, a utemeljili su ga Veda Zagorac i Zdravko Pečar, bivši jugoslavenski veleposlanik u Gani i Maliju, koji su muzeju darovali zbirku koju su prikupili tijekom boravka u Africi. Zagorac i Pečar su za prijenos artefakata iz Afrike dobili pismenu dozvolu afričkih zemalja domaćina, a po dolasku u Jugoslaviju poklonili su je glavnom gradu Beogradu 1974. godine. Stalna postava muzeja izlaže artefakte iz zapadne Afrike, osobito iz Gane, Malija, Obale Bjelokosti i Burkine Faso.
Muzej se predstavlja kao izrazito antikolonijalna institucija, čime se razlikuje od brojnih drugih europskih zbirka afričke umjetnosti. Naime, nasuprot kolonijalnim institucijama, izlošci u Muzeju afričke umjetnosti u Beogradu nisu pribavljeni kolonizacijom, pljačkom ili izravnom eksploatacijom, nego su ih muzeju poklonile same afričke države koje su sa socijalističkom Jugoslavijom njegovale bliske odnose.